# 江田駅 (神奈川県)
江田駅（えだえき）は、神奈川県横浜市青葉区荏田町にある、東急電鉄田園都市線の駅である。駅番号はDT17。
駅東口前には国道246号が走っており、駅前で国道246号と東名高速道路が交差している。
当駅周辺は、鉄道と高速道路、国道の主要交通網が1箇所に集まった結合地点に当たる。横浜市は、首都圏でも稀なこの立地を生かす検討を2014年（平成26年）に開始した。

## 歴史
- 1966年（昭和41年）4月1日：田園都市線溝の口駅 - 長津田駅間延伸時に開設[1]。
- 1971年（昭和46年）4月1日：上り待避線使用開始。
- 1981年（昭和56年）4月1日：改良工事完成、下り待避線使用開始。
- 1997年（平成9年）
  - 5月6日：下りホーム1番線を通過専用へ変更[3]。
  - 7月18日：上りホーム3番線を通過専用へ変更[3]。
- 2008年（平成20年）2月：既設3.2両分の旅客上屋改修と6.8両分の旅客上屋新設（全車両10両分が膜構造となった）[4]。
- 2018年（平成30年）3月29日：2・4番線でホームドア使用開始。

### 駅名の由来
地名から採ったものである。駅名の「江田」に対して町名は「荏田」と表記される。地名はかつて当地にいた豪族・江田小次郎に因み「江田」であったが、いつしか「荏田」へ変化したとされる。
1960年（昭和35年）に東急が鉄道敷設免許を取得した当時の駅仮称は荏田駅（えだえき）で、これは設置予定地の荏田町から取ったものであった。しかし、当時の当用漢字表（現在の常用漢字表）にない「荏」の字を避けて「江田」とすることとなり、1965年9月の常務会で正式に決定し、1966年（昭和41年）に江田駅として開業した。

## 駅構造
島式ホーム2面4線を有する待避可能な高架駅。1・3番線には柵が設置され急行・準急通過専用線となっており、各停は2・4番線へ入線する。平日朝は当駅で各停が急行・準急を待避する。日中は各停が準急を待避する。回送電車が待避することもある。
柵が設置されるまでは、通過待ちがない各停は内側2・3番線へ停車し、通過待ち各停は外側1・4番線へ停車、急行・快速は内側2・3番線を通過していた。下り通過線を2番線から1番線へ変更する際、下りホームをあざみ野駅側へ延長し線路配線を変更した。これに伴い、通過電車進入速度低下を抑えた。ホーム延長により市が尾駅側には未使用部が存在する。
上下ホームと改札階を連絡するエレベーターが設置されている。上下ホーム双方に待合室がある。トイレは1F改札内にあり、多機能トイレも設置されている。この他東口の改札外に横浜市管理の公衆便所がある。施設老朽化に伴い、2014年（平成26年）頃から改修工事を行っていたが、長津田寄りの階段を改良し上下エスカレーターを各ホームに設置することになり、2017年（平成29年）6月 - 2020年（令和2年）3月の期間に設置工事を行った。改札内にあるトイレを渋谷方階段近くの壁に移設し、空いたスペースと駅事務室改良で生まれるスペースを活用しエスカレーターを設置している。
ホーム上屋は従来上下とも車両3.2両分しかなかったが、2007年（平成19年） - 2008年（平成20年）にかけての工事で車両6.8両分の旅客上屋新設を行った。この時、全車両10両分のホーム上屋が膜屋根となった。なお、田園都市線でホーム上屋が膜屋根なのは、当駅の他に梶が谷駅と高津駅のみである。

### のりば
| 番線 | 路線       | 方向 | 行先                                     |
| ---- | ---------- | ---- | ---------------------------------------- |
| 1    | 田園都市線 | 下り | （通過列車専用）                         |
| 2    | 田園都市線 | 下り | 長津田・中央林間方面                     |
| 3    | 田園都市線 | 上り | （通過列車専用）                         |
| 4    | 田園都市線 | 上り | 渋谷・押上〈スカイツリー前〉・春日部方面 |

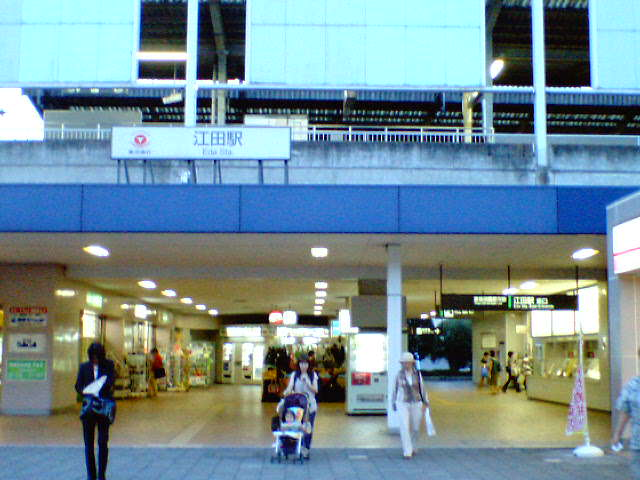
東口（2004年8月）
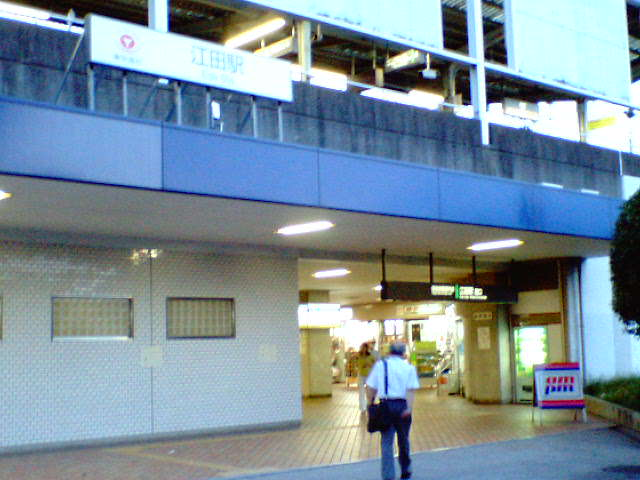
西口（2004年8月）
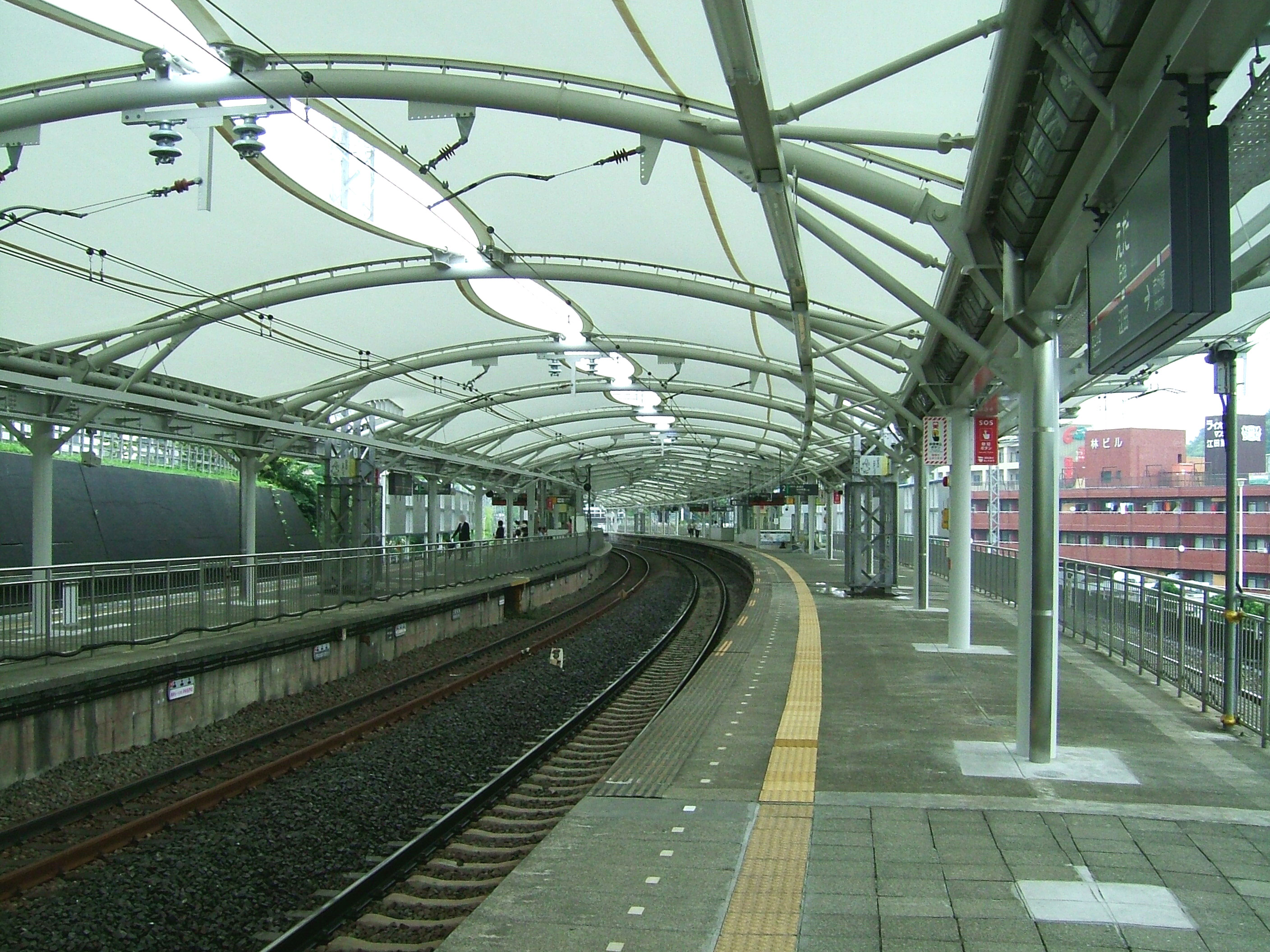
ホーム（2008年8月）
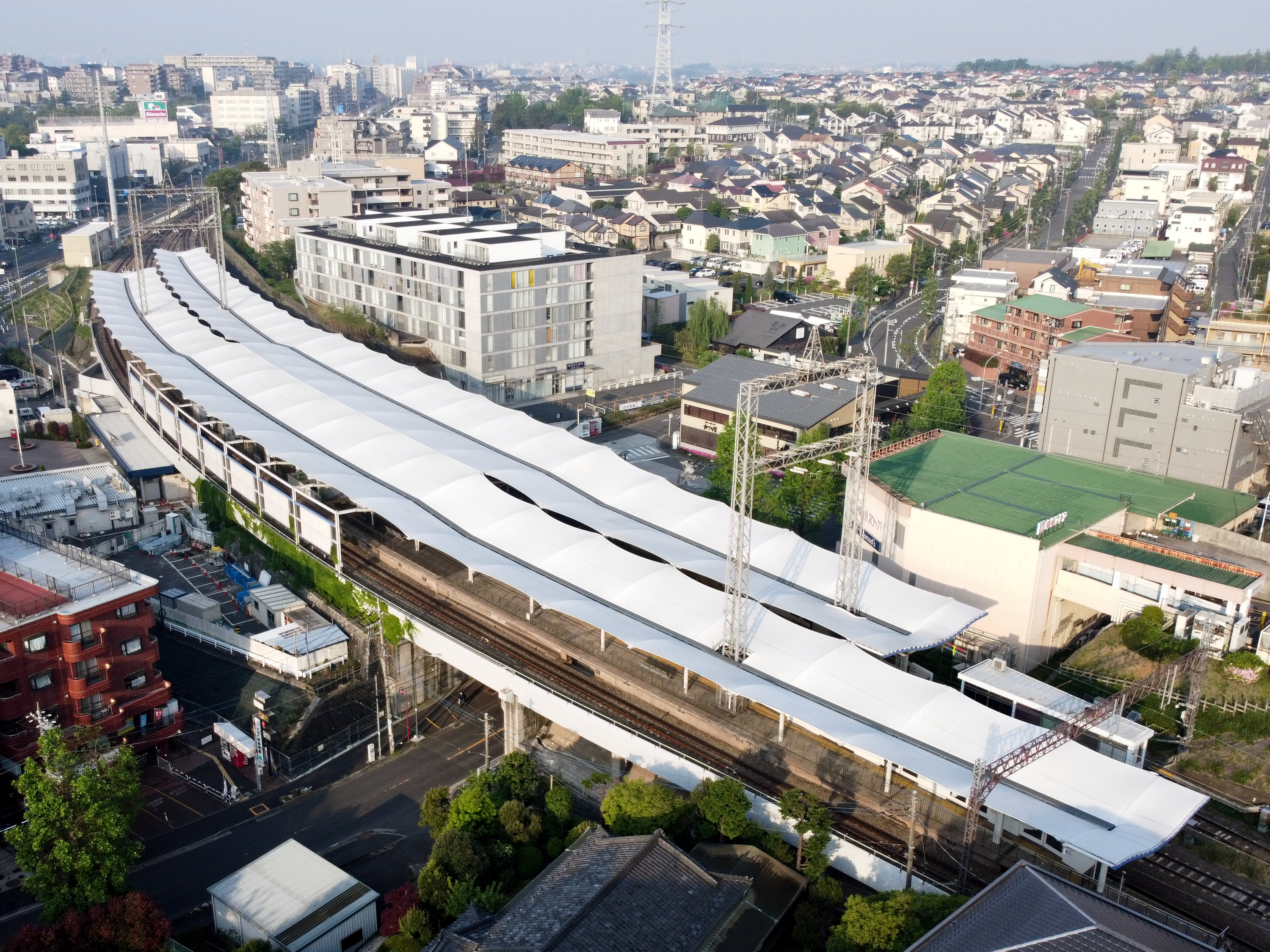
駅全景（2020年5月）

## 利用状況
2024年度（令和6年度）の1日平均乗降人員は31,901人である。
- 横浜市営地下鉄ブルーライン開通前の港北ニュータウンへのアクセスは江田から横浜市営バス300系統（新横浜駅 - 当駅）に乗車するのが一般的であった。そのため地下鉄が開通した1993年（平成5年）に利用者数が減少した。その後も港北ニュータウン荏田南地区からの需要があるが、これも2008年（平成20年）のグリーンライン開通により一部が都筑ふれあいの丘駅利用にシフトし、再び利用者数の減少がみられている。また、駅の東口付近に広い駐輪場があるため自転車で駅に通う者もいる。

近年の1日平均乗降・乗車人員の推移は以下の通り。
| 年度               | 1日平均 乗降人員 | 1日平均 乗車人員 | 出典                |
| ------------------ | ---------------- | ---------------- | ------------------- |
| 1980年（昭和55年） |                  | 5,252            |                     |
| 1981年（昭和56年） |                  | 5,926            |                     |
| 1982年（昭和57年） |                  | 6,584            |                     |
| 1983年（昭和58年） |                  | 7,552            |                     |
| 1984年（昭和59年） |                  | 8,704            |                     |
| 1985年（昭和60年） |                  | 9,940            |                     |
| 1986年（昭和61年） |                  | 11,145           |                     |
| 1987年（昭和62年） |                  | 11,967           |                     |
| 1988年（昭和63年） |                  | 13,249           |                     |
| 1989年（平成元年） |                  | 14,416           |                     |
| 1990年（平成02年） |                  | 15,192           |                     |
| 1991年（平成03年） |                  | 16,454           |                     |
| 1992年（平成04年） |                  | 17,009           |                     |
| 1993年（平成05年） |                  | 14,388           |                     |
| 1994年（平成06年） |                  | 13,616           |                     |
| 1995年（平成07年） |                  | 13,430           | [ 神奈川県統計 1 ]  |
| 1996年（平成08年） |                  | 13,040           |                     |
| 1997年（平成09年） |                  | 13,408           |                     |
| 1998年（平成10年） |                  | 14,505           | [ 神奈川県統計 2 ]  |
| 1999年（平成11年） |                  | 14,817           | [ 神奈川県統計 3 ]  |
| 2000年（平成12年） |                  | 15,089           | [ 神奈川県統計 3 ]  |
| 2001年（平成13年） |                  | 15,651           | [ 神奈川県統計 4 ]  |
| 2002年（平成14年） | 32,996           | 16,320           | [ 神奈川県統計 5 ]  |
| 2003年（平成15年） | 34,172           | 16,935           | [ 神奈川県統計 6 ]  |
| 2004年（平成16年） | 34,594           | 17,495           | [ 神奈川県統計 7 ]  |
| 2005年（平成17年） | 36,355           | 18,304           | [ 神奈川県統計 8 ]  |
| 2006年（平成18年） | 37,582           | 18,906           | [ 神奈川県統計 9 ]  |
| 2007年（平成19年） | 38,001           | 19,155           | [ 神奈川県統計 10 ] |
| 2008年（平成20年） | 35,827           | 18,169           | [ 神奈川県統計 11 ] |
| 2009年（平成21年） | 35,305           | 17,753           | [ 神奈川県統計 12 ] |
| 2010年（平成22年） | 35,248           | 17,723           | [ 神奈川県統計 13 ] |
| 2011年（平成23年） | 35,376           | 17,778           | [ 神奈川県統計 14 ] |
| 2012年（平成24年） | 35,542           | 17,865           | [ 神奈川県統計 15 ] |
| 2013年（平成25年） | 36,525           | 18,351           | [ 神奈川県統計 16 ] |
| 2014年（平成26年） | 36,699           | 18,412           | [ 神奈川県統計 17 ] |
| 2015年（平成27年） | 37,556           | 18,849           | [ 神奈川県統計 18 ] |
| 2016年（平成28年） | 37,922           | 19,044           | [ 神奈川県統計 19 ] |
| 2017年（平成29年） | 38,331           | 19,251           | [ 神奈川県統計 20 ] |
| 2018年（平成30年） | 38,024           | 19,120           | [ 神奈川県統計 21 ] |
| 2019年（令和元年） | 37,417           | 18,813           |                     |
| 2020年（令和02年） | 26,649           |                  |                     |
| 2021年（令和03年） | 28,502           |                  |                     |
| 2022年（令和04年） | 30,177           |                  |                     |
| 2023年（令和05年） | 31,353           |                  |                     |
| 2024年（令和06年） | 31,901           |                  |                     |

## 駅周辺
- 東急ストア 江田店
- ハーモス荏田（ユーコープ）
- ユニクロ
- スタンレー電気 技術研究所
- 島忠 ホームズ荏田店
- 紳士服のコナカ 江田店
- 東京電力パワーグリッド 荏田変電所
- 神奈川県立荏田高等学校
- コメダ横浜江田店
- 国道246号
- 青葉郵便局
- 江田駅北口郵便局
- 江田記念病院
- 横浜新都市脳神経外科病院
- 慶應義塾横浜初等部

### 赤田谷戸・赤田隧道
1980年代まであざみ野駅 - 当駅間には田んぼが広がる未開発地区が残っていた。2000年代では「あざみ野南」と呼ばれる地区である。この地区は「赤田谷戸」と呼ばれ荏田町に含まれていた。沿線の他地区が軒並み開発されて住宅地化されて行く中、ここだけは多摩田園都市の開発以前の光景がそのまま残っていた。野生のホタルも生息していたという。赤田地区緑地の存続運動も行われたが、1980年代後半に東急により谷戸の開発・埋立てが進み、跡形もなくなった。
この開発に伴いホームあざみ野寄りに存在し東急最短のトンネルであった赤田隧道は崩され、代わりに跨線橋が架けられた。
なお、赤田谷戸から流れて出ていた赤田川は暗渠となり、布川へ流入している。

### 付近の史跡
- 赤田古墳群：赤田谷戸を中心に点在する。隣接する市ケ尾町の市ヶ尾横穴古墳群、大場町の稲荷前古墳群と併せて都筑にあった古代首長一族の関連が指摘されている。
- 長者原遺跡：古代東海道（足柄路）に置かれた都筑郡郡衙跡。
- 荏田城：古鎌倉街道、矢倉沢往還（大山街道）を見下ろす中世から戦国にかけての要砦。

## バス路線
東急バスと横浜市交通局（横浜市営バス）路線が発着する。乗り場は、東口と西口に分かれている。

### 東口
| 乗場 | 系統                 | 主要経由地                             | 行先                 | 運行事業者 | 備考            |
| ---- | -------------------- | -------------------------------------- | -------------------- | ---------- | --------------- |
| 1番  | 綱44                 | 柚の木谷・横浜市歴史博物館前・道中坂下 | 綱島駅               | ■東急      | -               |
| 1番  | 綱45                 | 柚の木谷・センター南駅・道中坂下       | 綱島駅               | ■東急      | -               |
| 2番  | た51                 | 東名江田・あざみ野駅・保木入口         | たまプラーザ駅       | ■東急      | -               |
| 2番  | た51                 | 東名江田                               | あざみ野駅           | ■東急      | -               |
| 2番  | た51                 | 東名江田・あざみ野駅・保木入口         | 虹が丘営業所         | ■東急      | 平日夜間1本のみ |
| 3番  | 桐蔭学園スクールバス | 桐蔭学園スクールバス                   | 桐蔭学園スクールバス | ■東急      | 関係者専用      |

### 西口
| 乗場 | 系統     | 主要経由地               | 行先         | 運行事業者 |
| ---- | -------- | ------------------------ | ------------ | ---------- |
| 4番  | 301      | 荏田南・都筑ふれあいの丘 | 仲町台駅     | ■市営      |
| 4番  | 304      | みずきが丘・荏田東       | センター南駅 | ■市営      |
| 5番  | 降車専用 | 降車専用                 | 降車専用     | 降車専用   |

### 東名江田バス停
- 駅東口から1キロメートル程の所に、東名高速道路東名江田バス停が設置されている。

## 隣の駅
東急電鉄
 田園都市線
■急行・■準急
通過
■各駅停車
あざみ野駅 (DT16) - 江田駅 (DT17) - 市が尾駅 (DT18)